# Pachycephala sharpei
Pachycephala sharpei és un ocell passeriforme de la família dels paquicèfàlids (Pachycephalidae) endèmic de les illes Babar, que es troba a l'extrem oriental de les Illes Petites de la Sonda. Anteriorment, es considerava una subespècie de la xiuladora gorjagroga.

## Taxonomia
Pachycephala sharpei va ser descrit formalment el 1884 pel naturalista alemany Adolf Bernhard Meyer basant-se en un exemplar recollit a l'illa Babar, a Indonèsia. Va encunyar el nom binomial Pachycephala sharpei, on es va triar l'epítet específic en honor a l'ornitòleg anglès Richard Bowdler Sharpe. Anteriorment es classificava com una subespècie de la xiuladora gorjagroga (Pachycephala macrorhyncha), però ara es considera una espècie separada basant-se en la profunda divergència genètica, la morfologia i el plomatge femení distintiu. L'espècie és monotípica: no es reconeixen subespècies.